# Andrzej Biernacki (lekarz)
Andrzej Piotr Biernacki (ur. 14 marca 1903 w Lublinie, zm. 30 lipca 1963 w Warszawie) – polski lekarz, specjalizujący się w zagadnieniach z zakresu chorób wewnętrznych, oraz schorzeń krwi i układu krwiotwórczego.  

## Życiorys
Urodził się w rodzinie lekarza Mieczysława Józefa (1862–1948) i Zofii Anny z Weysflogów. Był bratem Mieczysława Kwiryna – polskiego matematyka. W 1920 roku służył ochotniczo w Wojsku Polskim. Szkołę średnią ukończył w Lublinie. Studiował medycynę na Uniwersytecie Warszawskim i w Instytucie Pasteura w Paryżu. W latach 1929–1931 był lekarzem kolonii polskiej Orzeł Biały w st. Espirito Santo w Brazylii. Po powrocie do kraju został asystentem kliniki chorób wewnętrznych Uniwersytetu Warszawskiego.
W czasie powstania warszawskiego w oddziale „Bakcyl”, pracował w szpitalu polowym przy ulicy Lwowskiej 13. 
Po wojnie pracował w Warszawie jako lekarz internista. W latach 1945–1947 był redaktorem naczelnym „Polskiego Archiwum Medycyny Wewnętrznej”. Członek korespondent Polskiej Akademii Nauk od 1954 roku, sekretarz Wydziału Nauk Medycznych PAN. Przez trzy lata zasiadał w Prezydium tej instytucji. Był również członkiem Polskiej Akademii Umiejętności, oraz Towarzystwa Naukowego Warszawskiego. Prekursor i propagator stosowania balneologii w leczeniu chorób.
Od 1936 roku był mężem kompozytorki i skrzypaczki Grażyny Bacewicz. Ich córką jest Alina Biernacka (ur. 1942), malarka.
Zmarł 30 lipca 1963 w Warszawie.
Losy jego miłości do Grażyny Bacewicz zostały przedstawione w powieści autorstwa jego wnuczki Joanny Sendłak pt. Z ogniem, wydanej w  2018 roku.

## Ordery i odznaczenia
- Złoty Krzyż Zasługi (dwukrotnie: po raz drugi 22 lipca 1952[14])
- Medal 10-lecia Polski Ludowej (13 stycznia 1955)[15]